# Сліпун Малкольма
Сліпун Малкольма (Typhlops malcolmi) — неотруйна змія з роду Сліпун родини Сліпуни. Отримав назву на честь британського вченого Малкольма Сміта.

## Опис
загальна довжина досягає 8—10 см. Голова маленька та широка. Очі маленькі, вкриті лускою. ніздрі з боків. Тулуб хробакоподібний з 20 рядками лусок. Також є 261–273 подовжених лусочок.
Перші 8 рядків спинної луски темно—коричневого кольору. Уздовж шиї тягнеться світло—коричнева смуга. З боків є світлі плями. Бічні тіло має місця. Черево кремове або біле з темними плямочками.

## Спосіб життя
Полюбляє лісисту місцину, трапляється Неподалік морського узбережжя. Практично усе життя проводить під землею, риючи ходи та нори. Активний вночі. Харчується дрібними безхребетними.
Це яйцекладна змія. Самиця відкладає до 10 яєць.

## Розповсюдження
Мешкає на північному сході о.Шрі-Ланка.